# Jean Hédiart
Jean Hédiart est un footballeur français né le 29 janvier 1931 à Laon dans le département de l'Aisne et mort le 3 mai 2004 à Reims.
Il est sélectionné en équipe de France le 25 mars 1956 pour un match amical (France-Autriche, 3-1).

## Palmarès
- Vice-champion de Division 2 en 1952 avec le SO Montpellier.
- International français A en 1956 (1 sélection)
- 142 matches et 31 buts marqués en Division 1